# Swayzee
Swayzee – miasto w Stanach Zjednoczonych, w stanie Indiana, w hrabstwie Grant.